# Trójkąt łopatkowo-czworoboczny

Trójkąt łopatkowo-czworoboczny opisany jako occipital triangle (ang.)

Trójkąt łopatkowo-czworoboczny (łac. trigonum omotrapezoideum, ang. occipital triangle) – w anatomii człowieka jeden z trójkątów szyjnych objętych przez trójkąt boczny szyi. Leży powyżej trójkąta łopatkowo-obojczykowego.

## Ograniczenia
- dolno-przyśrodkowe: brzusiec dolny mięśnia łopatkowo-gnykowego (venter inf. musculi omohyoidei)
- górno-przyśrodkowe: mięsień mostkowo-obojczykowo-sutkowy
- boczne: mięsień czworoboczny

Dno trójkąta tworzy:
- mięsień dźwigacz łopatki
- mięsień płatowaty
- mięśnie pochyłe

Przykryty jest blaszką powierzchowną powięzi szyi.

## Zawartość
- gałąź zewnętrzna nerwu dodatkowego
- nerw nadobojczykowy
- nerw potyliczny mniejszy
- nerw uszny wielki
- tętnica potyliczna
- tętnica poprzeczna szyi
- tętnica nadłopatkowa